# Ringkvinna
Ringkvinna (del nòrdic antic: Dona de l'anell), també baugrygr, era l'apel·latiu per a una dona soltera de l'era vikinga i medieval escandinava que heretava la posició de cap del clan familiar, en general del seu pare o germà, i assumia els drets i obligacions associats.
La ringkvinna s'esmenta sobretot en els còdexs medievals de lleis com el Grágás islandés, i el Frostating i Gulating noruecs. Les dones solteres, anomenades maer i mey, tenien els seus drets d'independència: als 20 anys, una dona aconseguia el dret de la majoria legal, podia decidir sobre el seu lloc de residència i disposava de personalitat jurídica en tots els sentits davant la llei. Aquests mateixos drets tenien les vídues.
El dret a heretar s'aplicava tant a la tia paterna, neboda paterna i neta paterna del mort, i així s'anomenaven totes «odalkvinna», però el dret a heretar el lloc de cap de família només el podia heretar la filla o la germana del mort.
La ringkvinna tenia el suport legal per a dur a terme totes les tasques que normalment exercia un cap de la família. Si es casava, però, els drets passaven a l'espòs.
Les excepcions a la seua independència era el dret a triar parella per al matrimoni, el dret a exigir i rebre compensacions per la mort d'un membre del clan, els negocis amb sumes importants de diners, o exercir una acció legal en l'Altingi, afers que realitzava un lögrádandi ('representant legal'), un home vinculat a la família que vetlava per l'honor i els béns de la dona.
Aquests drets es preservaren després de la introducció del cristianisme, fins al segle xiii, quan desapareix la figura jurídica dels texts legals vigents fins aleshores.
Dos exemples de ringkvinna foren Audr djúpúdga Ketilsdóttir en les sagues escandinaves, i Estrid Sigfastsdotter, de la qual se sap molt per les pedres rúniques i jaciments.